# Jacqueline Sassard
Jacqueline Sassard (Nizza, 13 marzo 1940 – Lugano, 17 luglio 2021) è stata un'attrice francese, che lavorò principalmente in Italia, dalla seconda metà degli anni cinquanta alla fine degli anni sessanta. Divenne conosciuta soprattutto per l'interpretazione in Guendalina (1957), film diretto da Alberto Lattuada.

## Biografia
Jacqueline Sassard esordì nel cinema a sedici anni con il film Accusata di omicidio (1956), una produzione anglo-francese, rivelandosi poi al grande pubblico appunto con Guendalina. A questo film fecero seguito numerose altre produzioni italiane, quali - nel 1959 - Il magistrato di Luigi Zampa ed Estate violenta di Valerio Zurlini. 
Nello stesso anno interpretò anche il ruolo di una giornalista inglese nel film commedia Ferdinando Iº re di Napoli, accanto ai fratelli Eduardo, Peppino e Titina De Filippo, Aldo Fabrizi, Vittorio De Sica, Renato Rascel e Marcello Mastroianni. 
All'estero interpretò poi L'incidente (1967) di Joseph Losey e Les biches - Le cerbiatte (1968) di Claude Chabrol, che rimasero le sue ultime apparizioni di rilievo sul grande schermo. 

## Vita privata
Sposò Gianni Lancia, in passato a capo, assieme alla madre, dell'omonima casa automobilistica. Dal matrimonio ebbe un figlio, Lorenzo, e rimase vedova nel 2014.

## Filmografia

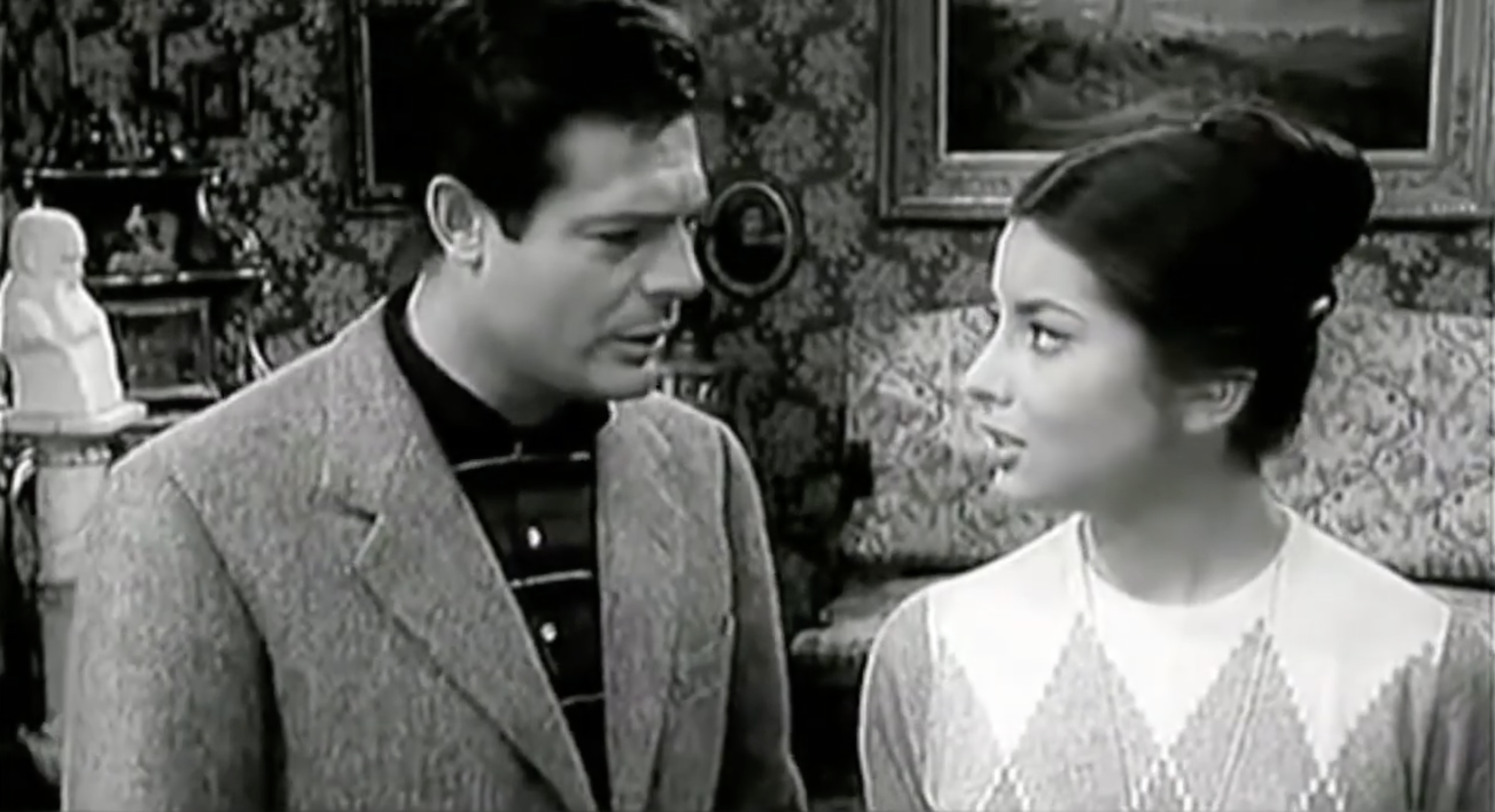
Jacqueline Sassard con Marcello Mastroianni in Tutti innamorati (1959)

- Accusata di omicidio (Je plaide non coupable), non accreditata, regia di Edmond T. Gréville (1956)
- Guendalina, regia di Alberto Lattuada (1957)
- Nata di marzo, regia di Antonio Pietrangeli (1958)
- Le donne sono deboli (Faibles femmes), regia di Michel Boisrond (1959)
- Tutti innamorati, regia di Giuseppe Orlandini (1959)
- Il magistrato, regia di Luigi Zampa (1959)
- Estate violenta, regia di Valerio Zurlini (1959)
- Ferdinando Iº re di Napoli, regia di Gianni Franciolini (1959)
- I soliti rapinatori a Milano, regia di Giulio Petroni (1961)
- Mariti a congresso, regia di Luigi Filippo D'Amico (1961)
- Arrivano i titani, regia di Duccio Tessari (1962)
- Freddy und das Lied der Südsee, regia di Werner Jacobs (1962)
- Sandokan, la tigre di Mompracem, regia di Umberto Lenzi (1963)
- Le voci bianche, regia di Pasquale Festa Campanile e Massimo Franciosa (1964)
- I pirati della Malesia, regia di Umberto Lenzi (1964)
- Le stagioni del nostro amore, regia di Florestano Vancini (1966)
- L'incidente (Accident), regia di Joseph Losey (1967)
- Les biches - Le cerbiatte (Les Biches), regia di Claude Chabrol (1968)
- Il ladro di crimini (Le Voleur de crimes), regia di Nadine Trintignant (1969)

## Doppiatrici italiane
- Maria Pia Di Meo in Nata di marzo, Il magistrato, Arrivano i titani, Les biches - Le cerbiatte
- Adriana Asti in Guendalina, Tutti innamorati, Estate violenta
- Rita Savagnone in Le donne sono deboli, I pirati della Malesia
- Mirella Pace in Le stagioni del nostro amore